# 阿尔瓦里斯弗洛伦西
阿尔瓦里斯弗洛伦西是巴西圣保罗州的一个市镇。总面积253.849平方公里，总人口5377人，人口密度21.2人/平方公里。